# Krušopek
Krušopek är en ort i Nordmakedonien. Den ligger i den centrala delen av landet, 7 kilometer väster om huvudstaden Skopjes centrum. Krušopek ligger 519 meter över havet och antalet invånare är 1 277.